# Katarzyna Dulnik
Katarzyna Dulnik z domu Gruszczyńska (ur. 28 listopada 1968 w Warszawie) – polska koszykarka, występująca na pozycjach rzucającej lub niskiej skrzydłowej, mistrzyni Europy z 1999, po zakończeniu kariery zawodniczej trenerka koszykarska.

## Życiorys
Nazwisko panieńskie – Gruszczyńska (stąd pseudonim Gruszka). Uczęszczała do XVIII LO w Warszawie. Absolwentka AWF w Warszawie (Wychowanie Fizyczne) oraz Niepublicznej Szkoły Policealnej Gloker w Krakowie.

### Kariera zawodnicza
Początkowa grała w drużynie MKS MDK Warszawa, z której przeszła do stołecznej Polonii w 1985. Z tym klubem była związana przez większość kariery. W 1988 wraz z Danutą Tarczyńską-Kopeć i Krystyną Szymańską (później Larą) wprowadziła Polonię do ekstraklasy. Od samego początku stała się wyróżniającą postacią ligi. W sezonie 1991/1992 nie grała, gdyż 10 stycznia 1992 urodziła syna Wojciecha. Po powrocie z urlopu macierzyńskiego była jedną z najskuteczniejszych koszykarek ligi: w sezonie 1994/1995 zajęła trzecie miejsce w klasyfikacji najlepszych snajperek (ze średnią 21,6 punktów w meczu) oraz została wybrana Najlepszą Zawodniczką Ligi.
W 1996 przeniosła się do Olimpii Poznań; zespół ostatecznie zajął 7. miejsce w rozgrywkach. Po tym sezonie Dulnik wróciła do Polonii. W lutym 1999 Katarzyna Dulnik po raz drugi opuściła szeregi warszawskiego zespołu, by wzmocnić ówczesnego Mistrza Polski, Fotę Portę Gdynia. Tym razem przeprowadzka zaowocowała sukcesem drużynowym – zdobyła złoty medal Mistrzostw Polski. W tym samym roku dostała powołanie do kadry przygotowującej się do Mistrzostw Europy, które zostały rozegrane w Polsce (28 maja – 6 czerwca 1999). Drużyna odniosła wówczas największy sukces w historii polskiej koszykówki – zdobyła złoty medal.
Dulnik po sukcesie reprezentacji wróciła do zespołu z Warszawy. Indywidualnie sezon 1999/2000 może zaliczyć do udanych, gdyż zajęła drugie miejsce na liście najlepszych snajperek, ale Polonia uplasowała się na 10. pozycji. W związku z kłopotami finansowymi klub latem wycofał się z rozgrywek a zawodniczka przestała występować, a 16 grudnia 2000 urodziła córkę Hannę. W 2002 zawodniczka wróciła na parkiety, zasilając szeregi Banku Spółdzielczego Wołomin. Była gwiazdą ligi i dzięki jej osiągnięciom (średnio 22,3 punkty w meczu) zespół awansował do ekstraklasy. Sezon 2003/2004 przyniósł kolejne sukcesy indywidualne – najskuteczniejsza i najlepiej zbierająca zawodniczka ligi, a w efekcie MVP. Została wtedy wybrana do najlepszej piątki ligi, podczas gdy jej drużyna zajęła ostatnie, dziesiąte miejsce w tabeli. Następnie Katarzyna Dulnik występowała w drużynach Kolegium Karkonoskiego Jelenia Góra oraz Liderze Pruszków. W barwach tego drugiego zespołu ustanowiła swój rekord życiowy (liczba punktów w jednym meczu) – w spotkaniu z Widzewem Łódź rzuciła 48 punktów. W sezonie 2006/07 jej średnia punktów wynosiła 27,1. W sezonie 2008/2009 występowała w drużynie AZS AP Siedlce, w której, po raz kolejny, była niekwestionowaną liderką – w roku, w którym kończyła 40 lat, rzucała średnio 21,8 punktów.
W każdym sezonie, w którym grała, była jedną z najlepszych – zawsze w czołówce najlepiej punktujących: w 1989/90 – 6. miejsce, 1994/95 – 3., 1995/96 – 4., 1998/99 – 5., 1999/2000 – 2., 2003/04 – 1. miejsce.
Występowała w reprezentacji Polski +40, z którą w 2009 zdobyła brązowy medal na X Mistrzostwach Świata w Maxikoszykówce, a w 2010 zajęła 4. lokatę na VI Mistrzostwach Europy. W 2022 zdobyła z reprezentacją Polski +45 złoty medal mistrzostw Europy w maxibaskecie.
Od 2015 roku prowadzi Fundację Kasi Dulnik, której celem jest promowanie aktywności sportowej, szczególnie wśród dzieci i kobiet.
W 1999 odznaczona Złotym Krzyżem Zasługi.

### Kariera trenerska
W sezonie 2012/13 została grającym trenerem żeńskiej drużyny SKK Polonia Warszawa. W latach 2014–2016 poza stanowiskiem trenerki pierwszego zespołu pełniła także funkcję prezesa Stowarzyszenia Koszykówki Kobiecej Polonii Warszawa. Jej kontrakt trenerski dobiegł końca 31 sierpnia 2016.
W 2022 roku została trenerką męskiej drużyny koszykarskiej Grzechotniki Łomianki. Drużyna występuje w amatorskiej lidze WNBA oraz turniejach organizowanych przez europejską federację FIBA.

### Życie prywatne
Pochodzi z koszykarskiej rodziny. Jest córką koszykarki i wielokrotnej reprezentantki Polski Haliny Beyer-Gruszczyńskiej i bratanicą Romy Gruszczyńskiej-Olesiewicz. Ma syna Wojciecha i córkę Hannę – oboje grają w koszykówkę.  

## Osiągnięcia
Na podstawie, o ile nie zaznaczono inaczej.
Drużynowe
- Mistrzyni Polski (1999)
- Finalistka pucharu Polski (1991)

Indywidualne
- MVP sezonu regularnego PLKK (1995)[15]
- Zaliczona do I składu PLKK (2004)
- Liderka:
  - strzelczyń PLKK (2004)
  - PLKK w zbiórkach (2004)

Reprezentacja
- Mistrzyni Europy (1999)
- Brąz mistrzostw świata +40 (2009)
- Uczestniczka:
  - kwalifikacji do Eurobasketu (1997)
  - mistrzostw Europy +40 (2010 – 4. miejsce)

Trenerskie
- Brąz Akademickich Mistrzostw Polski (2015)